# Big Razorback
Big Razorback, auch Big Razorback Island, ist die südöstlichste der Dellbridge-Inseln in der Antarktis und liegt in der Erebus Bay im Westen der Ross-Insel, direkt vor dem Mount Erebus. Sie wurde zuerst während der Discovery-Expedition unter der Leitung von Robert Falcon Scott entdeckt. Den Namen erhielt die Insel wegen ihres Aussehens nach einem Wal (englisch razorback = Finnwal). 